# Kravarsko
Kravarsko est un village et une municipalité située dans le comitat de Zagreb, en Croatie. Au recensement de 2001, la municipalité comptait 1 983 habitants, dont 98,84 % de Croates et le village seul comptait 512 habitants.

## Localités
La municipalité de Kravarsko compte 10 localités :
| - Barbarići Kravarski - Čakanec - Donji Hruševec - Gladovec Kravarski - Gornji Hruševec | - Kravarsko - Novo Brdo - Podvornica - Pustike - Žitkovčica |